# كوري مين
كوري مين (بالإنجليزية: Corey Main) (مواليد 27 فبراير 1995) هو سبّاح نيوزيلندي، مثّل بلاده في الألعاب الأولمبية الصيفية 2016.

## روابط خارجية
كوري مين على موقع الاتحاد الدولي للسباحة (الإنجليزية)
- كوري مين على موقع SwimRankings.net (الإنجليزية)
- كوري مين على موقع اللجنة الأولمبية الدولية (الإنجليزية)
- كوري مين على موقع أوليمبيديا (الإنجليزية)
- كوري مين على موقع اللجنة الأولمبية النيوزيلندية (الإنجليزية)
- كوري مين على موقع اتحاد ألعاب الكومنولث (مؤرشف) (الإنجليزية)
- كوري مين على موقع دورة ألعاب الكومنولث 2014 (مؤرشف) (الإنجليزية)